# Sierra-Madre-Grundsänger
Der Sierra-Madre-Grundsänger (Robsonius thompsoni) ist eine Singvogelart aus der Familie der Schwirlverwandten (Locustellidae). Er ist auf der Philippinen-Insel Luzon endemisch. Das Artepitheton bezieht sich auf den Ornithologen Max C. Thompson. Die Art wurde 2013 beschrieben und in die 2006 von Nigel Collar eingeführte Gattung Robsonius gestellt.

## Merkmale
Die Körperlänge beträgt 20 bis 22 cm, das Gewicht 52,5 bis 65 g. Scheitel und Nacken sind bernsteinfarben. Die Federn haben dunkelbraune Spitzen. Die Ohrdeckenfedern sind bernsteinfarben mit schwarzen Spitzen. Hinter den Augen ist ein kleiner Bereich von nackter grauer Gesichtshaut. Die weißen Kehlfedern haben schwarze Spitzen. Der Wangenstreifen ist schwarz mit einer weißen Basis. Der Bartstreif ist weiß mit schwarzen Rändern. Die schwarzen Federspitzen an der Unterkehle und Oberbrust bilden eine Ansammlung von Flecken, die hauptsächlich die weiße Kehle von der grauen Brust trennen. Der Bauch ist weißlich, die Flanken dunkelbraun mit zimtbrauner bis kastanienbrauner Tönung. Der Rücken ist zimtbraun mit dunkelbraunen Federspitzen. Die langen, flauschigen Schwanzfedern sind dunkelbraun mit kastanienbrauner Tönung. Die weißen Federspitzen bilden ein verborgenes Steißband. Oberschwanz- und Unterschwanzdecken sowie der Schwanz sind dunkelbraun mit kastanienbrauner Tönung. Die Flügel sind kastanienbraun bis dunkelbraun, die Alula und die Flügeldecken sind breit weiß getippt. Die äußeren drei Armschwingen sind ebenfalls weiß getippt. Der Oberschnabel ist dunkelbraun, der Unterschnabel ist hellgrau. Die Iris ist dunkelbraun mit einem dünnen weißen Augenring. Die Beine und Füße sind hellbraun. Die Geschlechter ähneln sich. Die juvenilen Vögel sind an der Oberseite stumpf kastanienbraun mit zwei Reihen heller Flügelflecken. Oberaugenstreif und Ohrdecken sind stumpf rotbraun. Die Unterseite ist stumpf kastanienbraun. Die Kehle ist hellgrau braun mit einem durchgehenden weißen Rand bis zur verlängerten Flankenbefiederung.

## Verbreitung
Der Sierra-Madre-Grundsänger kommt in der nördlichen Sierra Madre in den Provinzen Cagayan, Isabela, Aurora und Nueva Vizcaya in Nord-Luzon vor.

## Lebensraum
Der Sierra-Madre-Grundsänger bewohnt Laubwälder, einschließlich Primär- und Sekundärwälder, Waldränder, Sekundärwälder mit Holzeinschlag und Karstwälder vom Tiefland bis in Höhenlagen von 1300 m.

## Nahrungsverhalten
Es liegen kaum Information über die Ernährung vor, aber der Mageninhalt von untersuchten Exemplaren enthielt Insektenteile. Er bewegt sich langsam über den Waldboden, auch durch Hüpfen, und richtet häufig seinen Schwanz auf. Auf der Suche nach Nahrung wendet er Blätter und Holzreste.

## Stimme
Der Gesang besteht aus einem variablen, äußerst hohen, wispernden, undeutlichen, insektenähnlichen tsui-ts's'siiuu'ee oder tsui-ts'ssuu'ee-Tönen, die am Ende ansteigen, 1,6 bis 2,2 Sekunden andauern und alle 7 bis 10 Sekunden wiederholt werden. Eine Variante wird auch mit kurzer Einführungsnote tit-tuui'ts'ssu'eeet, die 2,2 bis 2,5 Sekunden dauert, oder manchmal als twit-twee'tswit'tsssuuuu wiedergegeben. Zu den Rufen gehört ein grillenähnliches hohes Rasseln, möglicherweise wenn die Vögel in Alarmbereitschaft sind.

## Fortpflanzungsverhalten
Jungvögel wurden in den Monaten Februar, März, April, Juli und August beobachtet. Ein Mitte Juni gefundenes Nest hatte ein einzelnes Ei. Ein gesammeltes Weibchen hatte ein weiteres Ei in seinem Eileiter. Das Nest ist ein großer Haufen aus trockenen Stöcken, Zweigen und Blättern mit einem vorderen Eingang von 8 cm Durchmesser, wobei die kuppelförmige Struktur 19 cm breit ist und durch Zweige 50 cm über dem Boden gegen eine Fels- und Schlammbank gestützt wird. Das Ei ist weißlich-cremefarben mit grauen und hellbraunen Flecken und einer Größe von 28,9 mm × 18,5 mm.

## Status
Der Sierra-Madre-Grundsänger wird von der IUCN als nicht gefährdet (least concern) klassifiziert. Er hat ein eingeschränktes Verbreitungsgebiet, das auf 33.100 km² geschätzt wird. Die Population ist unbekannt und aufgrund der versteckten Lebensweise schwer zu bestimmen. Die Bandaufzeichnung der Stimmen deutet darauf hin, dass die Art häufiger vorkommt, als die Frequenz, mit der sie im Feld angetroffen wird, vermuten lässt. Die Waldzerstörung in ihrem Lebensraum ist jedoch hoch, was eine Abnahme der Populationen zur Folge hat. Vorkommen sind aus dem nördlichen Northern Sierra Madre Natural Park bekannt.